# Xhemal Pasza Zogolli

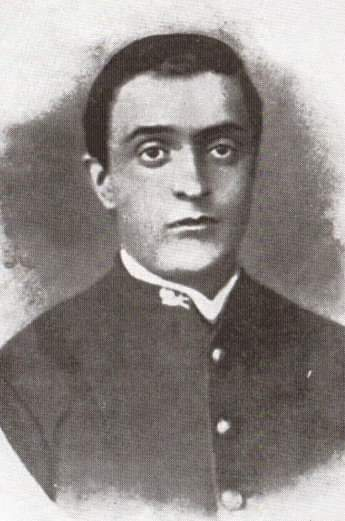
Xhalal Pasha Zogolli

Xhemal Pasza Zogolli (czyt. Dżemal Pasza Zogolli) (ur. 1860 w Burgajet, zm. 1911) – albański właściciel ziemski, dziedziczny władca rejonu Mati (po śmierci starszego brata Rizy), sunnita. 
Był trzecim synem Dżelala Paszy Zogollego. Jego pierwszą żoną była Malika Chanumi, którą poślubił w 1880. Miał z nią syna Xhelala (ur. 1881). Malika zmarła w 1884, w czasie porodu. Drugą żoną była Sadije Toptani, obdarzona później tytułem Królowej Matki Albańczyków. Miał z nią syna Ahmeda i sześć córek (Adile, Nafije, Senije, Myzejen, Ruhije, Maxhide).
Jego syn, Ahmed Zogu, był królem Albanii w latach 1928–1939 i de facto w 1944–1946. Jego wnukiem był Leka I Zogu, a prawnukiem Leka II.
Przyjmowana w oficjalnych dokumentach data śmierci (1911) nie jest pewna, w niektórych źródłach pojawiają się także daty 1904 i 1908.